# Хронологија историје Бање Луке
У граду и његовој околини откривена су богата археолошка налазишта која говоре о прастановницима простора око Врбаса. На простору тврђаве Кастел, у данашњем средишту града, пронађен је знатан фонд каменог оруђа и оружја за које се претпоставља да се користило у млађем палеолиту. На истом мјесту утврђено је постојање баденског насеља из нешто млађег периода, енеолита (између 2000. и 1800. године п. н. е). Поред остатака кућа са дрвеном конструкцијом, облијепљених блатом, откривени су и керамички предмети типични за тај период, као што су шоље са високим цилиндричним вратом и орнаментима, те купасти глинени тегови, који су могли служити у риболову или у примитивној технологији ткања.
Први познати становници на овом простору били су Илири и Келти, а шире подручје данашње Бање Луке, пред римско освајање, насељавало је илирско племе Осеријати. Римски војсковођа Германик заузео је подручје данашње Бање Луке првих година нове ере, након гушења познатог Батоновог устанка. На мјесту Кастела био је подигнут римски војни логор, утврђење Кастра (лат. Castrum Castra), поред кога је никло и цивилно насеље. Публије Корнелије Долабела, намјесник цара Тиберија у провинцијама Илирик и Далмација, изградио је око 20. године тзв. Пут соли који је повезивао Салону са Сервицијумом, а Кастра је постала важно урбано насеље на том путу. То се може закључити по налазима касноантичког новца, керамике, камена, остатака циглана, зграда и гробница у граду и оближњим селима. У близини Кастела је пронађен Јупитеров жртвеник из другог вијека, који се чува у сарајевском Земаљском музеју. Римљани су спознали и користили љековита својства термоминералних вода у Српским топлицама, те на извориштима у околини града — Слатини и Лакташима.
Током VI и VII вијека, послије пропасти Римског царства, досељавала су се словенска племена. Од VII до XII вијека овим просторима је углавном господарила Византија. Повремено су их заузимали и угарски краљеви, а у IX вијеку ријека Врбас (или Уна) је била западна граница Кнежевине Србије. Средином XII вијека територјом данашње Бање Луке владао је први босански бан Борић. О средњовјековном животу у околини Бање Луке свједоче многе повеље и записи издати у градовима врбашке и земљаничке (земуничке) жупе, као и значајни остаци утврђених градова из периода од XIII до XV вијека у кањону Врбаса и на простору сјеверно од данашњег града, у Лијевчу и Поткозарју. Гребен град се по први пут помиње 1192. године, Врбашки град 1244, жупа Земљаник 1287, жупа Врбања и град Котор (Котор Варош) 1322, Звечај 1404, а Бочац 1446. Крајем XIV вијека овим просторима (тзв. Доњим крајима) је владао краљ Твртко, а почетком XV вијека моћни феудалац Хрвоје Вукчић Хрватинић.
Град се под данашњим именом први пут помиње 1494. године када угарски краљ Владислав II Јагелонац, у повељи упућеној локалним заповједницима Јајачке бановине, наводи име Јураја Микулашића као каштелана Бање Луке. Лингвисти сматрају да је име града настало од ријечи „бан“ (односно, архаичног придјева „бања“, у значењу „банова“ ) и „лука“, при чему је лука означавала ливаду у близини воде. Бања Лука се тада налазила на подручју данашње мјесне заједнице Српске топлице, с обје стране Врбаса. Познато је да су на овом простору прије пада под турску власт постојале жупе Земљаник (Земуник) и Врбас, а недалеко од њих, источно од ријеке Врбас налазиле су се жупе Врбања и Глаж. Од 1463. до 1528. године подручје је било у саставу Јајачке бановине.

## Османско царство
1528.
Турци Османлије освојили Бању Луку.
1550.
Први пут се помиње нахија Бања Лука, која је тада припадала Кобашком кадилуку.
1553.
Сједиште Босанског санџака премјештено из Сарајева у Бању Луку.
1579 — 1587.
Ферхат-паша Соколовић изградио чаршију на ушћу ријеке Црквене у Врбас.
1583.
Бања Лука је постала сједиште Босанског пашалука.
1617.
Отворена прва кафана у Бањој Луци.
1639.
Сједиште Босанског пашалука премјештено из Бање Луке у Сарајево.
1660.
Путописац Евлија Челебија боравио у Бањој Луци и оставио значајне биљешке о граду.
1688.
Краткотрајни упад аустријских трупа у Бању Луку, послије чега је спаљено градско језгро.
1690.
Епидемија куге захватила Бању Луку.
1732.
Од епидемије куге у граду је умрло око 7.000 становника.
1737. (4. августа)
Битка код Бање Луке вођена је између војске Хабзбуршке монархије и Османског царства, а завршила се побједом Османлија.
18. век
Прича о љубави Назифа и Шећерназе.
1813. — 1818.
Епидемија куге захватила Бању Луку.
1851.
Основан је Бањолучки санџак, којег су чинили кадилуци: Бања Лука, Градишка, Дервента, Тешањ и Жепче.
1862.
Почела је са радом Муслиманска средња школа првог степена, руждија.
1866.
Изграђен телеграф, који је повезао Бању Луку са Сарајевом и Бихаћем. Основана православна богословија.
1869.
Дозвољена изградња самостана трапистима у Делибашином селу.
1872.
Траписти изградили велики млин на Врбасу.
1873. (17. јануара)
Пуштена у саобраћај жељезничка пруга Бања Лука — Добрљин.
1876.
Траписти изградили творницу пива.

## Аустроугарска
1878.
Бању Луку је окупирала Аустроугарска.
1879.
Изграђена је прва болница у граду.
Аустроугарска власт направила први званични попис становништва према којем је у Бањој Луци живјело 9.560 становника.
1888.
Основана Фабрика дувана.
1888.
Основан је Градски котар Бања Лука.
1891.
Основана метеоролошка станица.
1895.
Са радом почела Реална гимназија.
1899.
У самостану Марија Звијезда уведена електрична расвјета.
1902.
Електричну расвјету добиле улице, те неколико јавних установа и приватних кућа.
1907.
Петар Кочић покренуо часопис Отаџбина.
1908.
Бања Лука је добила водовод и канализацију.
Анексија Босне и Херцеговине.
1915.
Почео такозвани велеиздајнички процес који је у Бањој Луци вођен против 156 угледних Срба.

## Краљевина Југославија
1918. (21. новембра)
Војска Краљевине Србије ослободила Бању Луку.
1923.
Основана Врбаска област.
1928.
Укинут је Градски срез Бања Лука.
1929. (3. октобра)
Основана Врбаска бановина са сједиштем у Бањој Луци.
1930.
Основани Народно позориште и Етнографски музеј Врбаске бановине.
1932. — 1936.
Изграђени монументални објекти Банског двора, Градске палате, Хипотекарне банке и Народног позоришта.
1934.
Изграђен Дом Краља Петра.
1935.
Изграђен Раднички азил за незапослене.
1936.
Отворена Народна библиотека краља Петра Великог Ослободиоца.
1941. (априла)
Њемачка окупирала Бању Луку и припојила је Независној Држави Хрватској - котар Бања Лука у великој жупи Сана-Лука.
1942. (7. фебруар)
У бањолучким насељима Дракулић, Шарговац и Мотике хладним оружјем убијено око 2.300 Срба.

## СФР Југославија
1945. (22. априла)
НОВЈ ослободила Бању Луку.
1969. (26. и 27. октобра)
У снажном земљотресу погинуло 15 људи и порушен велики број зграда у Бањој Луци.
1971.
Насељеном мјесту Бања Лука припојена су насеља Брда, Буквалук, Чесма, Чифлук, Делибашино Село, Дервиши, Мађир, Новаковићи, Петрићевац, Пресначе, Ребровац, Шибови, Врбања и Вујиновићи, те дио насељеног мјеста Дракулић.
1975.
Основан Универзитет у Бањој Луци.

## Скорашња историја
1992. (9. јануара)
Основана Република Српска (под називом Српска Република Босна и Херцеговина), а Бања Лука је постала њен највећи и де факто главни град.
(1. марта)
Почео рат на простору бивше Социјалистичке Републике Босне и Херцеговине.
1995. (децембра)
Потписан Дејтонски споразум, чиме је окончан рат, а Република Српска постала један од два равноправна ентитета у саставу Босне и Херцеговине.
1997.
Усвојен је Закон о Граду Бања Лука, по којем подручје Града Бање Луке чини подручје дотадашње општине Бања Лука.